# 검은슴새
검은슴새는 슴새목 슴새과의 조류이다.

## 설명
검은슴새의 몸길이는 25~29cm이고 날개 길이는 78-90cm이다. 깃털 색깔은 갈색이고 꼬리는 길고 뾰쪽하다.

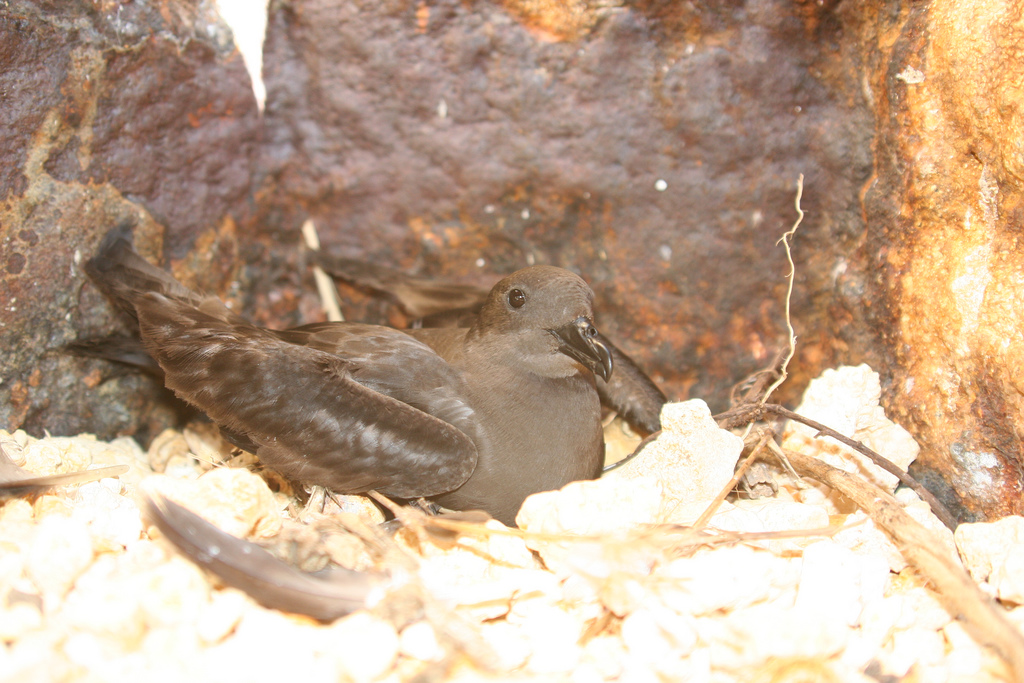